# Gore (Familienname)
Gore ist ein englischer Familienname.

## Namensträger
- Al Gore (* 1948), US-amerikanischer Politiker
- Alexandre Goré (1872–1968), französischer Politiker
- Albert Gore senior (1907–1998), US-amerikanischer Politiker
- Arthur Gore, 1. Earl of Arran (1703–1773), irischer Peer und Jurist
- Arthur Gore, 5. Earl of Arran (1839–1901), britischer Peer und Diplomat
- Arthur Gore (Tennisspieler) (1868–1928), britischer Tennisspieler
- Arthur Gore, 6. Earl of Arran (1868–1958), britischer Peer, Politiker und Offizier
- Arthur Gore, 8. Earl of Arran (1910–1983), britischer Peer, Kolumnist und Politiker (Conservative Party)
- Arthur Gore, 9. Earl of Arran (* 1938), britischer Adliger und Politiker
- Bill Gore (1912–1986), US-amerikanischer Unternehmer
- Catherine Gore (1799–1861), britische Schriftstellerin
- Charles Gore (Künstler) (1729–1807), britischer Künstler, Reisender und Schiffbautheoretiker
- Charles Gore (Bischof) (1853–1932), britischer Geistlicher, Bischof von Oxford
- Christopher Gore (Politiker) (1758–1827), US-amerikanischer Politiker
- Christopher Gore (Drehbuchautor) (1944–1988), US-amerikanischer Drehbuchautor und Liedtexter
- Constance Gore-Booth, Geburtsname von Constance Markiewicz (1868–1927), irische Nationalistin
- David Ormsby-Gore, 5. Baron Harlech (1918–1985), britischer Politiker und Peer
- Delilah Gore (* 1962), papua-neuguineische Politikerin
- Dev Gore (* 1997), US-amerikanischer Automobilrennfahrer
- Eva Gore-Booth (1870–1926), irische Dichterin, Sozialaktivistin und Suffragette
- Fiona Gore, Countess of Arran (1918–2013), britische Adlige und Rennbootfahrerin
- Francis Goré (1883–1954), französischer Linguist, Geistlicher und Missionar
- Francis Ormsby-Gore, 6. Baron Harlech (1954–2016), britischer Peer und Politiker (Conservative Party)
- Frank Gore (* 1983), US-amerikanischer American-Football-Spieler
- Frederick Gore (1913–2009), britischer Maler
- George Gore (1826–1908), britischer Chemiker
- George O. Gore II (* 1982), US-amerikanischer Schauspieler und Filmregisseur
- Howard Mason Gore (1877–1947), US-amerikanischer Politiker, Gouverneur von West Virginia
- Illma Gore (* 1992), US-amerikanisch-australische Künstlerin
- Jack Gore (* 2005), US-amerikanischer Schauspieler
- James Howard Gore (1856–1939), US-amerikanischer Lehrer und 1888 Gründungsmitglied der National Geographic Society
- James Temple-Gore-Langton, 9. Earl Temple of Stowe (* 1955), britischer Adliger
- Jason Gore (* 1974), US-amerikanischer Golfspieler
- Jasset Ormsby-Gore, 7. Baron Harlech (* 1986), britischer Peer und Politiker (Conservative Party)
- John Gore (1729–1790), britisch-amerikanischer Seefahrer
- John Ellard Gore (1845–1910), irischer Astronom
- Kerrie Le Gore (1955–2015), australische Dragqueen und LGBT-Aktivistin
- Lesley Gore (1946–2015), US-amerikanische Sängerin und Songschreiberin
- Louise Gore (1925–2005), US-amerikanische Politikerin
- Marc Gore (* 1974), deutscher Schriftsteller
- Marshall Lee Gore (1963–2013), US-amerikanischer Mörder und Vergewaltiger
- Martin Gore (* 1961), britischer Musiker
- Michael Gore (* 1951), US-amerikanischer Komponist
- Mrinal Gore (1928–2012), indischer Politiker
- Paul Gore (Historiker) (auch Pavel Gore; 1875–1927), moldauischer Historiker
- Paul Gore-Booth, Baron Gore-Booth (1909–1984), britischer Diplomat und Politiker
- Paul Annesley Gore (1921–2012), britischer Kolonialbeamter
- Robert Hayes Gore (1886–1972), US-amerikanischer Politiker
- Robert W. Gore (1937–2020), US-amerikanischer Ingenieur und Wissenschaftler, Erfinder und Geschäftsmann
- Rufus Gore (* um 1925), US-amerikanischer Musiker
- Spencer Gore (1850–1906), englischer Tennis- und Cricketspieler
- Spencer Gore (Maler) (1878–1914), britischer Maler
- Thomas Gore (1870–1949), US-amerikanischer Politiker
- Thomas Gore (Rennfahrer) (* 2005), jamaikanischer Automobilrennfahrer
- Tipper Gore (* 1948), US-amerikanische Autorin
- Walter Gore (1910–1979), britischer Tänzer und Choreograf
- William Ormsby-Gore, 4. Baron Harlech (1885–1964), britischer Peer und Politiker (Conservative Party)